# Das Märchen vom falschen Prinzen

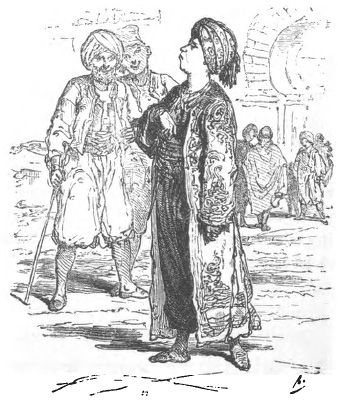
Bertall: Der vornehme Schneidergeselle Labakan

Das Märchen vom falschen Prinzen ist eine Novelle Wilhelm Hauffs aus dem Märchen-Almanach auf das Jahr 1826: Der begabte Schneidergeselle Labakan ist mit seinem Stand unzufrieden und gibt sich als Prinz aus. Nachdem sein Betrug auffliegt, wendet er sich wieder seinem angestammten Handwerk zu. Es ist das sechste und letzte Märchen in der Rahmenerzählung Die Karawane. Die weiteren Beiträge sind: Die Geschichte von Kalif Storch, Die Geschichte von dem Gespensterschiff, Die Geschichte von der abgehauenen Hand, Die Errettung Fatmes und Die Geschichte von dem kleinen Muck.

## RahmenerzählungDie Karawane
Eine Karawane von Kaufleuten zieht durch die Wüste, immer in Furcht vor dem berüchtigten Räuberhauptmann Orbasan. Ein Reiter, der sich als Selim Baruch, Neffe des Großwesirs von Bagdad ausgibt, stößt zu ihnen. Er sei vor kurzem aus der Gewalt einer Räuberbande entkommen und bitte, sich anschließen zu dürfen. Dies wird ihm gerne gestattet, um so mehr, als er durch ein mysteriöses Zeichen eine Räuberbande vom Angriff abhält. Er schlägt vor, sich einander als Mittel gegen die Eintönigkeit Geschichten zu erzählen. Der Kaufmann Ali Sizah erzählt als sechster – und damit letzter – das Märchen vom falschen Prinzen:

## Handlung des Märchens

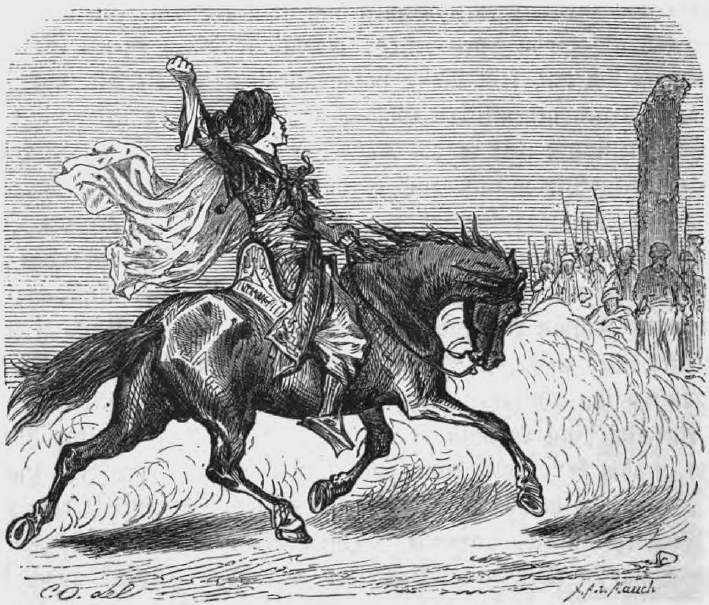
Carl Offterdinger: Der betrogene Prinz eilt zur Säule El-Serujah

Der Schneidergeselle Labakan ist mit seinem Stand unzufrieden und träumt, ein Prinz zu sein. Als er ein Festkleid vom Hof des Sultans umarbeitet, gibt er es nicht wieder zurück, sondern zieht es selbst an und macht sich davon. Auf seiner ziellosen Reise trifft er den Sultanssohn Omar, der auf dem Weg zu seinem Vater ist. Omar wuchs bei seinem Onkel auf, und sein Aussehen ist bei Hofe unbekannt. Neben Treffpunkt und Zeit wurden deshalb zwei Erkennungsmerkmale vereinbart: An seinem 22. Geburtstag solle er bei der Säule El-Serujah, vier Tagreisen östlich von Alessandria, den dort wartenden Männern einen Dolch überreichen und „Hier bin ich, den ihr suchet“ sagen; erhalte er als Antwort „Gelobt sei der Prophet, der dich erhielt!“, so wisse er, dass sie ihn zu seinem Vater brächten. Labakan wird neidisch und glaubt der bessere Prinz zu sein. Er stiehlt dem Schlafenden Dolch und Pferd und eilt zum Treffpunkt, wo er sich erfolgreich als Prinz ausgibt. Gleich darauf trifft auch Omar ein, wird aber als Betrüger festgenommen und gilt nun als „wahnsinniger Schneidergeselle aus Alessandria“, wie ihn der falsche Prinz Labakan nennt. Einzig die Frau des Sultans, Omars Mutter, bleibt misstrauisch und fordert eine Probe: Da offenbar einer der beiden ein Schneider ist, sollen beide einen Kaftan und ein Paar Beinkleider verfertigen. Labakan fertigt tatsächlich ein prächtiges Kostüm an, während der echte Prinz versagt. Der Sultan gerät nun in Zweifel und sucht die in einem Zedernwald wohnende Fee Adolzaide auf. Diese überreicht ihm zwei fest verschlossene kostbare Kästchen, zwischen denen die beiden wählen sollen. Auf dem Deckel des einen steht in diamantenen Lettern „Ehre und Ruhm“, auf dem des anderen „Glück und Reichtum“. Labakan wählt „Glück und Reichtum“, während Omar „Ehre und Ruhm“ wählt. Nun springen die Kästchen auf, und Omar erhält eine Krone und ein Zepter, während Labakan Nadel und Zwirn vorfindet. Der Sultan und sein Sohn verzichten auf eine Bestrafung. Der Sultan rät ihm jedoch, das Land so schnell wie möglich zu verlassen. Als er in die alte Schneiderwerkstatt zurückkehrt, erhält er als Strafe für seinen Diebstahl fürchterliche Prügel, so verkauft er das Kästchen und eröffnet mit dem Erlös eine eigene Schneiderei. Bald stellte er fest, dass auch Nadel und Zwirn als scheinbar geringe Feengeschenke wertvoll sind, denn die Nadel näht ohne sein Zutun, und der Zwirn geht nie aus. So erlangt er auch als Schneider Glück und Reichtum.

## Interpretation, Rezeption
Labakan wird zwar nicht Prinz, wie der arme Schneider im älteren Märchen Das tapfere Schneiderlein, aber seine Hochstapelei wird nicht bestraft, sondern durch das Feengeschenk letztlich belohnt. In diesem Aspekt gleichen sich die beiden Märchen. Hauffs Märchennovelle ist eine der wichtigsten Quellen für Gottfried Kellers Novelle Kleider machen Leute.

## Verfilmungen
1956 wurde das Märchen als tschechoslowakisch-bulgarische Koproduktion als Der falsche Prinz und 1985 als tschechoslowakisch-deutscher Märchenfilm unter dem Titel Der falsche Prinz (hierbei gibt es zwei Versionen, eine BRD- und eine DDR-Synchronfassung) verfilmt. Eine Stummfilmadaption stammt aus dem Jahr 1922.

## Hörspiele
- 1959: Der falsche Prinz – Regie: Paul Alverdes (Kinderhörspiel – Hessischer Rundfunk)
- 1970: Das Märchen vom falschen Prinzen – Regie: Joachim Herz (Kinderhörspiel – Litera)
- 1970: Die Karawane (5. Folge: Fünfter Rastplatz und das Märchen "Der falsche Prinz") – Regie: Manfred Brückner (Hörspiel – Westdeutscher Rundfunk)
- 1971: Der falsche Prinz – Regie: Konrad Halver (Kinderhörspiel – Europa)
- 1972: Die Karawane (6. Teil: Der falsche Prinz) – Regie: Lothar Schluck (Kinderhörspiel – Südwestfunk)
- 1972: Das Märchen vom falschen Prinzen – Regie: Kurt Vethake (Kinderhörspiel – Maritim)
- 1977: Das Märchen vom falschen Prinzen – Regie: [unbekannt] (Kinderhörspiel – Zebra)
- 1985: Der falsche Prinz – Regie: Werner Simon (Kinderhörspiel – Bayerischer Rundfunk)